# الدوري الشمالي الممتاز 1979–80
الدوري الشمالي الممتاز 1979–80 هو موسم من دوري الشمال الممتاز ‏. فاز فيه Mossley A.F.C. ‏.